# Odinstornet

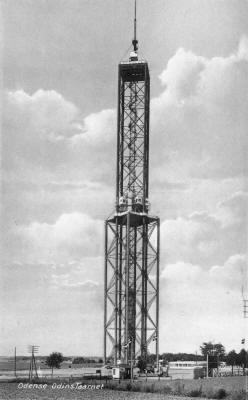
Odinstornet.

Odinstornet (da. Odinstårnet) var ett torn som till största delen bestod av stålrör. Det stod på Bolbro Bakke i västra delen av Odense i Danmark, vid vägen mot Middelfart. Tornet byggdes under 1930-talet och var med sina 175 meter norra Europas högsta torn vid invigningen. Det låg i anslutning till Hovedvej 1 som då var Danmarks viktigaste väg.
Under första halvan av 1930-talet hade man byggt Lilla Bältbron, som på sin tid var ett större och mer påkostat brobygge. I samband med detta bygge kom man på att i anslutning till vägen som skulle gå över bron, bygga ett torn som en turistattraktion. Man byggde det av de stålrör som hade använts som byggnadsställningar samt med delar som använts som gjutformar för brons fundament. Resultatet blev ett 175 meter högt torn som tilldrog sig mycket uppmärksamhet längs med vägen. Tornet försågs med några snabba hissar och med dessa kunde man åka upp till toppen för att titta på utsikten. Det fanns två restauranger i tornet, som blev ett landmärke och syntes på långt håll. Det öppnade 30 maj 1935 och gjorde redan från början stor succé. Redan efter en månads tid hade tornet haft 60 000 besökande och under resten av året kom ytterligare 150 000.
Den 14 december 1944 förstördes tornet av nazister. Tornet blev totalförstört och hade fullständigt rasat ihop och gick inte att reparera. Det så kallade schalburgtaget var en hämnd för att den danska motståndsrörelsen hade saboterat nazistiska egendomar under andra världskriget.
Materialet från det förstörda tornet, som till största del bestod av stål, skickades till ett smältverk för nedsmältning och det löste temporärt problemen med att få tag på stål i Danmark under denna tid.
Det har inte byggts något nytt torn efter detta, men det har varit på tal vid olika tillfällen. Efter andra världskriget var Danmarks ekonomi ansträngd då mycket av det som förstört under kriget skulle byggas upp igen. År 1991 bildades en förening med mål att bygga ett nytt torn på platsen, men hittills har man inte lyckats skaffa pengar till bygget.
År 2004 byggdes dock en 12 meter hög modell av tornet på platsen där tornet en gång stod, vid nuvarande Juelsmindevej. Modellen byggdes av elever på smidesutbildningen på Odense Tekniske Skole.

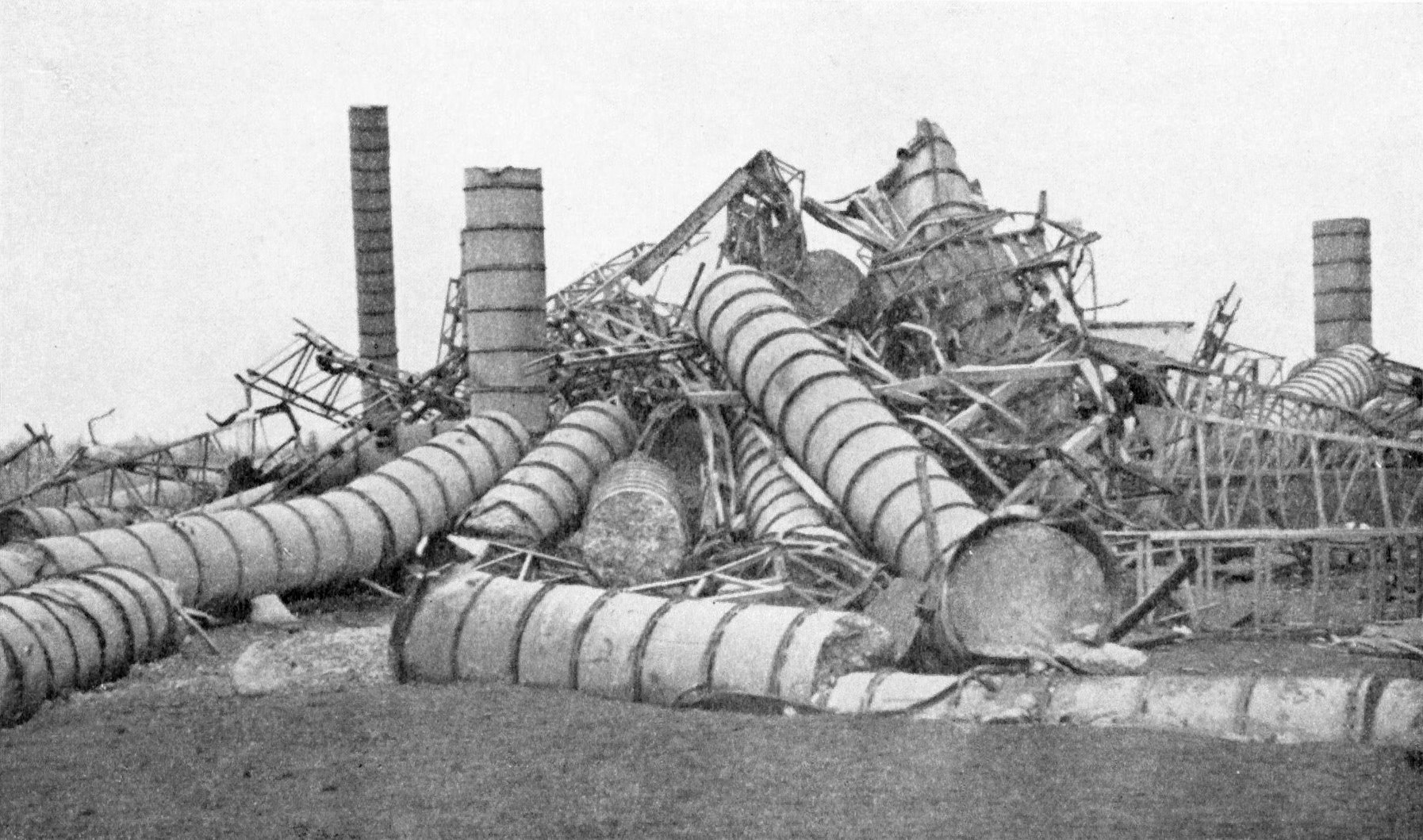
Det sprängda Odinstornet
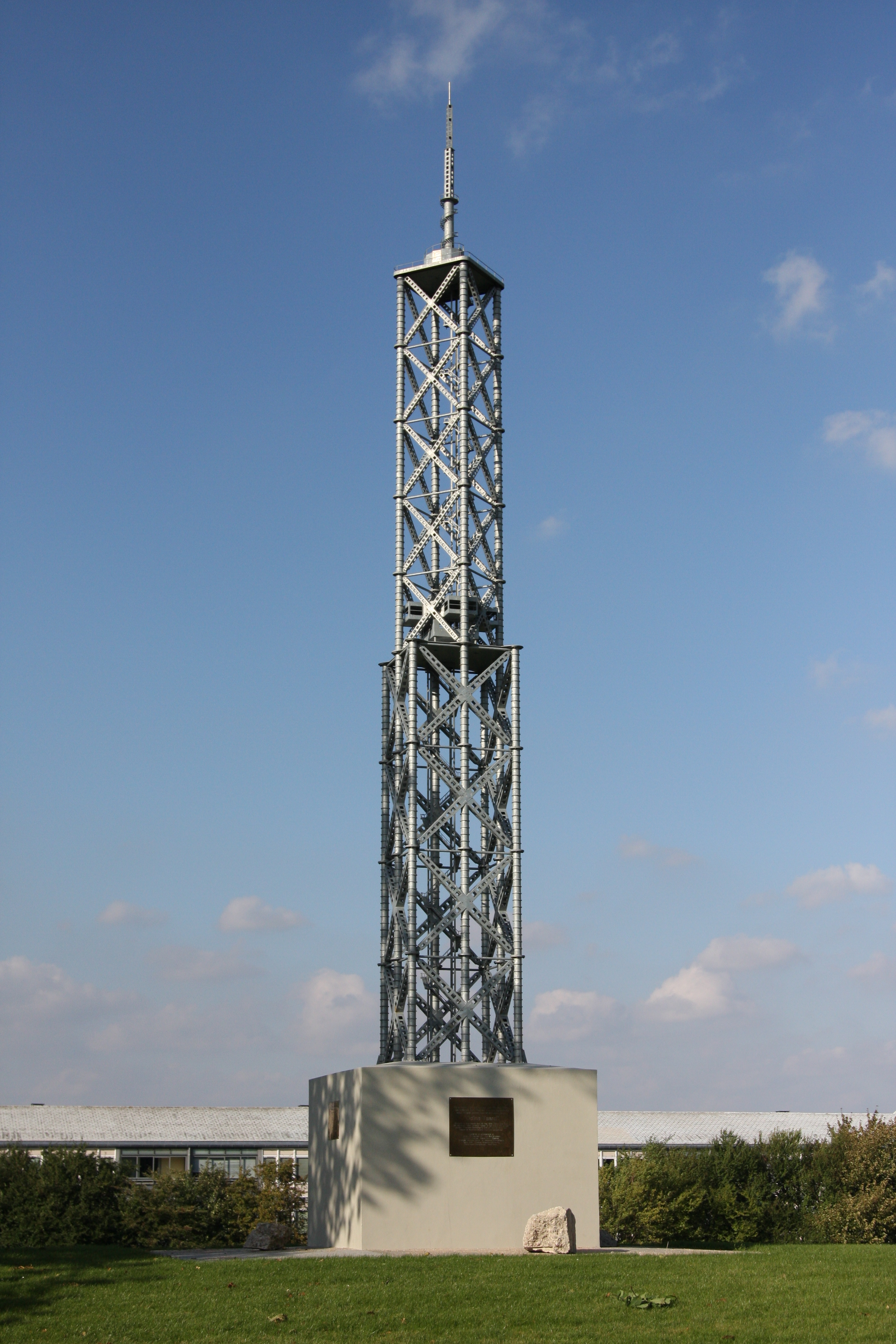
En 12 meter hög modell av Odinstornet